# 1359

## Esdeveniments
- 9 de juny - Barcelona: Batalla naval de Barcelona, en la qual per primer cop una bombarda fou usada per la marina catalana.[1]
- 19 de desembre - Se celebren a Cervera les Corts del Principat, que donaran origen a la Diputació General de Catalunya o Generalitat.
- Londres (Regne d'Anglaterra): signatura del Tractat de Londres de 1359 entre Anglaterra i el Regne de França.

## Necrològiques
Països Catalans
Resta del món
- 25 d'octubre - Lisboa: Beatriu de Castella, infanta de Castella i reina consort de Portugal (n. 1293).

- Ivan II de Rússia